# Internazionali d'Italia 2017
Gli Internazionali d'Italia 2017 sono stati un torneo di tennis giocato su campi in terra rossa. Si tratta della 74ª edizione degli Internazionali d'Italia, classificati come ATP Tour Masters 1000 nell'ambito dell'ATP World Tour 2017 e come WTA Premier 5 nel WTA Tour 2017. Tutti gli incontri si sono giocati al Foro Italico, a Roma in Italia, dal 14 al 21 maggio 2017.
I detentori del singolare maschile e femminile erano rispettivamente Andy Murray e Serena Williams. Il primo è stato estromesso al secondo turno da Fabio Fognini, mentre la seconda non ha potuto difendere il proprio titolo causa maternità.

## Partecipanti ATP

### Teste di serie
| Nazione     | Giocatore            | Ranking* | Testa di serie |
| ----------- | -------------------- | -------- | -------------- |
| Regno Unito | Andy Murray          | 1        | 1              |
| Serbia      | Novak Đoković        | 2        | 2              |
| Svizzera    | Stan Wawrinka        | 3        | 3              |
| Spagna      | Rafael Nadal         | 5        | 4              |
| Canada      | Milos Raonic         | 6        | 5              |
| Croazia     | Marin Čilić          | 7        | 6              |
| Giappone    | Kei Nishikori        | 8        | 7              |
| Austria     | Dominic Thiem        | 9        | 8              |
| Belgio      | David Goffin         | 10       | 9              |
| Bulgaria    | Grigor Dimitrov      | 12       | 10             |
| Francia     | Lucas Pouille        | 13       | 11             |
| Rep. Ceca   | Tomáš Berdych        | 14       | 12             |
| Stati Uniti | Jack Sock            | 15       | 13             |
| Spagna      | Albert Ramos Viñolas | 17       | 14             |
| Spagna      | Pablo Carreño Busta  | 18       | 15             |
| Germania    | Alexander Zverev     | 19       | 16             |

* Ranking all'8 maggio 2017.

### Altri partecipanti
I seguenti giocatori hanno ricevuto una wild card per il tabellone principale:
- Matteo Berrettini
- Gianluca Mager
- Stefano Napolitano
- Andreas Seppi

Il seguente giocatore è entrato in tabellone con il ranking protetto:
- Tommy Haas

I seguenti giocatori sono passati dalle qualificazioni:

- Nicolás Almagro
- Kevin Anderson
- Aljaž Bedene
- Carlos Berlocq
- Adrian Mannarino
- Thiago Monteiro
- Jan-Lennard Struff

I seguenti giocatori sono entrati in tabellone come lucky loser:
- Thomaz Bellucci
- Aleksandr Dolhopolov
- Jared Donaldson
- Ernesto Escobedo

## Partecipanti WTA

### Teste di serie
| Nazione     | Giocatrice               | Ranking* | Testa di serie |
| ----------- | ------------------------ | -------- | -------------- |
| Germania    | Angelique Kerber         | 2        | 1              |
| Rep. Ceca   | Karolína Plíšková        | 3        | 2              |
| Spagna      | Garbiñe Muguruza         | 4        | 3              |
| Slovacchia  | Dominika Cibulková       | 5        | 4              |
| Regno Unito | Johanna Konta            | 6        | 5              |
| Romania     | Simona Halep             | 7        | 6              |
| Russia      | Svetlana Kuznecova       | 9        | 7              |
| Ucraina     | Elina Svitolina          | 10       | 8              |
| Stati Uniti | Venus Williams           | 12       | 9              |
| Stati Uniti | Madison Keys             | 13       | 10             |
| Russia      | Elena Vesnina            | 14       | 11             |
| Russia      | Anastasija Pavljučenkova | 16       | 12             |
| Francia     | Kristina Mladenovic      | 17       | 13             |
| Rep. Ceca   | Barbora Strýcová         | 18       | 14             |
| Paesi Bassi | Kiki Bertens             | 19       | 15             |
| Croazia     | Mirjana Lučić-Baroni     | 21       | 16             |

* Ranking all'8 maggio 2017.

### Altre partecipanti
Le seguenti giocatrici hanno ricevuto una wild card per il tabellone principale:
- Deborah Chiesa
- Sara Errani
- Marija Šarapova

Le seguenti giocatrici sono passate dalle qualificazioni:

- Mona Barthel
- Catherine Bellis
- Dar'ja Gavrilova
- Anett Kontaveit
- Jeļena Ostapenko
- Andrea Petković
- Donna Vekić
- Wang Qiang

## Punti e montepremi
Il montepremi è di € 4.835.975 per il torneo ATP e $ 3.076.495 per il torneo WTA.
| Torneo              | Torneo              | V       | F       | SF      | QF      | 3T     | 2T     | 1T     | Q  | Q2    | Q1    |
| Singolare maschile  | Punti               | 1000    | 600     | 360     | 180     | 90     | 45     | 10     | 25 | 16    | 0     |
| Singolare maschile  | Premi in denaro (€) | 820.035 | 402.080 | 202.365 | 102.900 | 53.435 | 28.170 | 15.210 | 0  | 3.505 | 1.785 |
| Doppio maschile     | Punti               | 1000    | 600     | 360     | 180     | 90     | 0      | –      | –  | –     | –     |
| Doppio maschile     | Premi in denaro (€) | 253.950 | 124.330 | 63.360  | 32.010  | 16.550 | 8.730  | –      | –  | –     | –     |
| Singolare femminile | Punti               | 900     | 585     | 350     | 190     | 105    | 60     | 1      | 30 | 20    | 1     |
| Singolare femminile | Premi in denaro (€) | 461.355 | 230.565 | 115.170 | 53.055  | 26.302 | 13.501 | 6.939  | 0  | 3.860 | 1.987 |
| Doppio femminile    | Punti               | 900     | 585     | 350     | 190     | 105    | 1      | –      | –  | –     | –     |
| Doppio femminile    | Premi in denaro ($) | 132.074 | 66.710  | 33.020  | 16.620  | 8.395  | 4.160  | –      | –  | –     | –     |

## Campioni

### Singolare maschile
Alexander Zverev ha sconfitto in finale  Novak Đoković con il punteggio di 6–4, 6–3.
- È il quarto titolo in carriera per Zverev, terzo della stagione e primo Master 1000 della carriera.

### Singolare femminile
Elina Svitolina ha sconfitto in finale  Simona Halep con il punteggio di 4–6, 7–5, 6–1.
- È il settimo titolo in carriera per Svitolina, quarto della stagione e secondo Premier 5.

### Doppio maschile
Pierre-Hugues Herbert /  Nicolas Mahut hanno sconfitto in finale  Ivan Dodig /  Marcel Granollers con il punteggio di 4–6, 6–4, [10-3].

### Doppio femminile
Latisha Chan /  Martina Hingis hanno sconfitto in finale  Ekaterina Makarova /  Elena Vesnina con il punteggio di 7–5, 7–6(4).